# Mira (reino)

Mapa histórico de Anatolia.

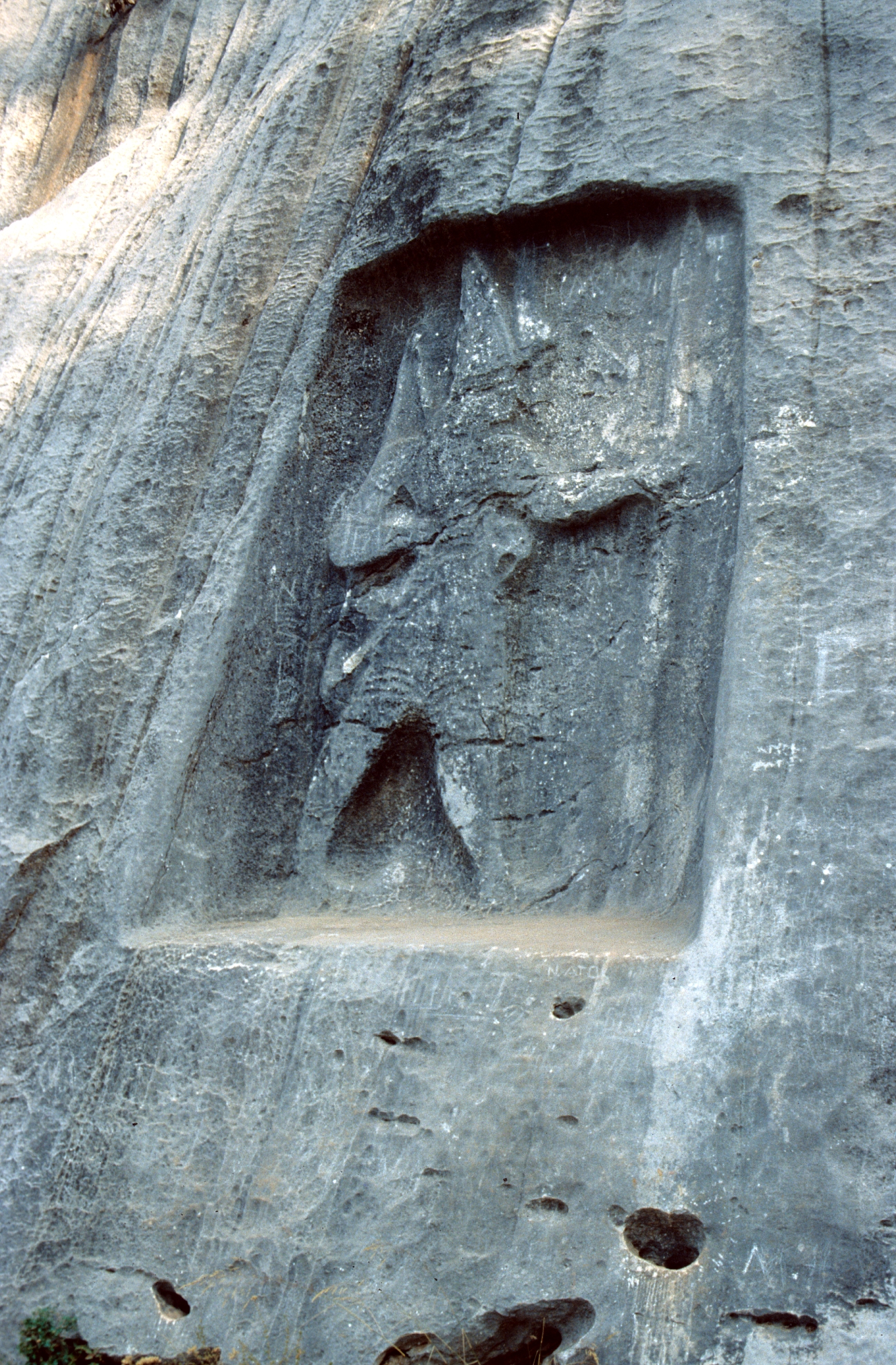
Relieve de Karabel.

Mira (ca. 1330-1190 a. C.) fue un reino de Anatolia occidental de la en la Edad del Bronce Tardía II A, que fue tributario del reino de Arzawa y después de los hititas. Surgió hacia el 1430 a. C. Estaba situado al nornoroeste de Pisidia (Hapalla). Fue uno de los reinos Estado vasallo semiautónomos que surgieron en Anatolia occidental (Asia Menor) tras la derrota y división del reino más grande de Arzawa por el victorioso Suppiluliuma I del Imperio hitita. Continuó una Arzawa bastante más pequeña, centrada en Apasa (Éfeso), con Mira al este.

## Ubicación
Según la interpretación actual, la frontera norte de Mira con la País del río Seha estaba marcada por el relieve de Karabel. Esto fue propuesto por primera vez en 1975 por Hans Gustav Güterbock y confirmado por John David Hawkins al descifrar la inscripción del relieve en 1998. La frontera meridional con lel territorio de Lukka estaba probablemente en Milasa, mientras que la frontera oriental con Hapalla y el reino hitita puede haber estado en algún lugar alrededor de Afyon. Las fronteras con otros territorios, como Pitašša, Maša y el reino de Arzawa, sólo están testimoniadas en periodos de tiempo limitados. Mira era el territorio de Arzawa más cercano al reino hitita.

## Historia
La referencia más antigua a Mira está relacionada con la campaña de Arzawa del gran rey hitita Šuppiluliuma I en el siglo XIV a. C., pero no está claro si Mira fue uno de los oponentes del gran rey, o cuál fue su relación con Arzawa. La hija de Šuppiluliuma, Muwatti estaba casada con Mašḫuiluwas, que procedía de las tierras de Arzawa. Tras la exitosa conclusión de la campaña de Arzawa por el hijo y sucesor de Šuppiluliuma, Mursili II, Mašḫuiluwa fue instalado en Mira como gobernante vasallo y se le concedieron 600 hombres como guardia personal. No está claro qué parte de las antiguas tierras de Arzawa abarcaba Mira. Es probable que Mira se extendiera hasta la costa del mar Egeo y tuviera su capital en Apaša (probablemente Éfeso). Poco después, Mašḫuiluwa fue condenado por perjurio, incitó a la tierra de Pitašša contra los hititas y huyó a la tierra de Maša. Muršili II amenazó con invadir Maša, por lo que Mašḫuiluwa le fue entregado y deportado a Hattusa. Por acuerdo con "los grandes hombres" de Mira, el sucesor de Mašḫuiluwa fue su sobrino e hijo adoptivo, Kupanta-Kurunta.
Durante el reinado de Hattusili III en el siglo XIII a. C., parece que hubo desacuerdos entre los hititas y el rey de Mira (probablemente Kupanta-Kurunta), debido al apoyo de este último a Urhi-Tesub, a quien Ḫattušili había derrocado. No está claro si esto llevó a la guerra entre Mira y los hititas. La última referencia conocida a Mira se encuentra en el tratado de Tudhaliya IV con su primo o tío Kurunta de Tarhuntassa, a finales del siglo XIII a. C., en el que se nombra a un rey de Mira con el nombre de Alantalli como testigo del tratado..
El rey Mašḫuiluwas  fue asediado por sus hermanos y obligado a huir a Hattusa; el nuevo rey proclamado se llamaba Kupanta-Kurunta, nombre que parece tener un connotación anti-hitita. Suppiluliuma I (que reinó en el segundo cuarto del siglo XIV a. C.), vio esta revuelta peligrosa y para atajarla dio a su hija en matrimonio a Mašḫuiluwas, al que después estableció en Kuwaliya, (Hapalla se hizo finalmente con el control del reino de Mira) y utilizó el título de rey de Mira y Kuwaliya. El título de rey de Mira fue usado por el rey de Hapalla.
Piyama-Kurunta de Arzawa, en guerra con el rey hitita Mursili II, atacó a Mašḫuiluwas de Mira, y posiblemente destruyó la ciudad de Impa, pero Mašḫuiluwas le rechazó en una batalla y volvió a su capital, Hapanuwa, donde continuó siendo leal a los hititas, a los que debía el trono. 
Mursili II, habiendo triunfado sobre el rey de Arzawa, fue a Kuwaliya, donde estableció guarniciones (entre ellas en Impa) aparentemente para agradecer a Mašḫuiluwas su ayuda contra Arzawa. También estableció una guarnición e Hapanuwa y confirmó a Mašḫuiluwas los territorios de Kuwaliya y de Mira. Hapalla fue concedida a un tal Targasnallis. Los reyes de Mira-Kuwaliya, Hapalla y el río Seha firmaron un tratado reconociendo al reino hitita como soberano, al mismo tiempo que se reconoció su libertad.
Mašḫuiluwas y su esposa Muwatti (hermana de Mursili) no tuvieron hijos y solicitaron a Mursili que reconociera como sucesor a nieto (adoptado como a hijo) a Kupanta-Kurunta.
Un rey que las tablillas mencionan como E.gal.pap (los dos puntos sustituyen a las dos letras que faltan) se rebeló al oeste de Hatti durante dos años. Mašḫuiluwas cumplió en principio su palabra y estuvo en el lado del rey hitita, pero más tarde, cansado ya de su tutela, se unió al rebelde e incitó a la rebelión de Pitasa o Pitassa.
Mursili regresó a Sallapa y cuando amenazó a Mašḫuiluwas, éste huyó al reino de Masa, mientras que su reino de Mira y Kuwaliya se rindieron. Mursili invadió Masa, causando muchos daños, y el rey rebelde fue obligado a rendirse y fue tratado con clemencia (era tío del rey) y enviado a Hattusa; en su lugar Mursili instaló a Kupanta-Kurunta. Se supone que E.gal.pap fue derrotado algún tiempo después. Mašḫuiluwas fue enviado a gobernar una ciudad sagrada de la región del río Siyanta, como sumo sacerdote.
Kupanta-Kurunta de Mira era considerado miembro de la familia real, ya que su madre adoptiva era princesa (hermana de Mursili). Kupanta-Kurunta aportó contingentes militares del país al ejército hitita, contingentes que participaron en la Batalla de Qadesh, en el río Orontes, hacia el 1293 a. C. En el reinado de Muwatalli II murió Kupanta-Kurunta y le sucedió Kupanta-Lamna, hijo de Kupanta-Kurunta de Mira-Kuwaliya, descendiente de los reyes de Arzawa por su padre, y de los reyes hititas por su madre, que era hija de Suppiluliuma I.
Urhi-Tesub llegó al trono hitita bajo el nombre de Mursili III, e inmediatamente quiso deponer a algunos de los gobernadores de los antiguos estados de Arzawa y estableció el gobierno directo y marchó a la zona para consolidar su poder. En la guerra civil entre Mursili III y Hattusili III no es mencionada. Bajo Hattusili III era rey Kupanta-Kurunta II, según algunos el mismo rey que había subido al trono hacia el 1280 a. C., ya que Kupanta-Lamna o Lamma era la forma sumeria del nombre.

## Reyes de Mira
- Mašḫuiluwas, antes de 1350 a. C.
- El hermano de Mašḫuiluwas, ca. 1350 a. C.
- Reyes de Hapalla después de 1350 a. C.

## Reyes de Kuwaliya
- Mašḫuiluwas hacia 1350 a. C., con el título de rey de Mira y Kuwaliya.

## Reyes de Mira y Kuwaliya
- Mašḫuiluwas, h. 1350-1310 a. C.
- Kupanta-Kurunta I, h. 1310-1280 a. C.
- Kupanta-Lamna h. 1280-1240 a. C. (Kupanta-Kurunta II)